# 납달리 지파

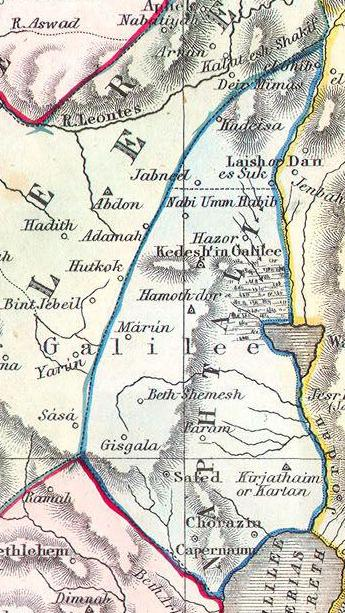
1852년경 그려진 납달리 지파의 지도

납달리 지파는 이스라엘 민족의 열두 지파의 구성원이다. 야곱이 빌하로부터 낳은 차남 납달리의 후손으로 전해진다.

## 성경
구약성경 중 여호수아기에서는 여호수아의 지휘 아래 이스라엘 민족이 가나안을 정복한 후 납달리 지파에게 땅이 분배되며 처음으로 납달리 지파의 영토가 생긴다. 이 사건을 두고 일각에서는 기원전 1200년에 일어난 일로 보기도 하지만, 대부분의 역사학자는 여호수아의 지휘 아래 가나안을 정복한 이 사건이 실제로 일어난 적이 없다고 본다.
납달리 지파는 갈릴래아호의 서쪽에 위치하며, 갈릴래아 지방 중에는 동측에 위치한다. 서측으로는 아셀 지파에 접하며, 북측으로는 단에 접하고 남쪽으로는 즈불룬 지파에 접한다. 요르단강과 갈릴래아호가 동측 변경이 되어준다.
갈릴래아호까지 이어지는 광할한 게네사렛 평원이 존재하는데, 유대인 사학자 요세푸스는 이를 두고 지상 낙원으로 표현하기도 했다. 납달리 지파의 땅 남측은 가나안의 고원으로 들어가는 입구 역할을 했으며, 다마스쿠스나 두로, 아크레 등에 가기 위해서는 이 길을 통과해야했다. 이러한 자연 환경을 두고 모세가 죽기 전에 신명기 33장에 기록된 모세의 축복을 전할 때 납달리 지파에게 "은혜가 풍성하고 여호와의 복이 가득한" 것으로 기록했다는 해석이 있다. 현대의 역사학자들은 모세의 축복이 실제 예언적 성격을 가진 것이 아니라, 이미 납달리 지파가 번영한 이후에 모세의 축복 부분을 편집하며 삽입한 부분으로 여긴다. 창세기 49장의 야곱의 축복에서 "놓인 암사슴이라 아름다운 소리를 발하는도다"라고 적힌 부분도 비슷하게 해석된다.
여호수아의 가나안 정복부터 이스라엘 왕국이 세워지는 기원전 1050년경 까지 납달리 지파는 느슨한 이스라엘 부족 연맹의 일원으로 있었다. 당시에는 이스라엘 부족 전체를 하나로 묶는 중앙 통치기구가 존재하지 않고, 민족적 위헙이 닥칠 때에만 판관이라는 임시 지도자가 선정되어 이스라엘 민족을 이끌었다고 전한다.
블레셋 족속의 위협이 점점 커지자 이스라엘 민족은 군주를 옹립하기를 바랬고, 납달리 지파는 사울 왕 아래에 다른 지파들과 함께 뭉쳐 이스라엘 왕국을 형성했다. 사울이 죽은 후에 유다 지파를 제외한 다른 지파들은 사울의 아들 이스보셋을 따랐으며, 이스보셋이 죽은 후에는 다윗을 왕으로 옹립하였다. 다윗의 손자 르호보암의 대에 납달리 지파는 북이스라엘 왕국의 일원이 되었다.
기원전 732년경 이스라엘의 왕 베가가 아람왕 르신과 동맹을 맺고 예루살렘을 위협하자 유다 왕국의 왕 아하즈는 신아시리아 제국의 티글라트-필레세르 3세에게 구원을 요청한다. 티글라트 필레세르 3세는 아람의 수도 다마스쿠스를 공격하고 르신을 죽이는 등 아람을 정벌한다. 이 때 납달리 지파의 땅도 점령당해 거기에 살던 사람들이 아시리아에 포로로 잡혀간다. 이 당시의 일은 토비트에도 서술되어있다.
이스라엘 왕국은 기원전 723년까지 유지되었다. 기원전 723년에 이스라엘 왕국은 아시리아의 침공으로 인해 완전히 멸망한다.

## 기원
모세오경 중 창세기에서는 납달리가 야곱과 빌하의 차남이며, 그가 납달리 지파의 선조가 되었다고 기록한다. 그러나 현대의 역사학자들은 이것이 사후에 납달리 지파의 기원을 설명하기 위해 창작한 이야기로 본다.

## 특징
납달리 지파는 군국주의적 성격을 가진 것으로 묘사된다. 드보라의 노래에서 납달리 지파는 즈불룬 지파와 함께 시스라에 대항해 목숨을 아끼지 않고 죽음을 무릅쓰며 들의 높은 곳에서 전투를 이끌었다고 묘사된다. 이 노래의 배경이 되나 실제로는 나중에 추가된 것으로 여겨지는 판관기 4장의 이야기에서 납달리 지파는 바락이 납달리를 게데스에서 불러 시스라에 맞선 것으로 묘사된다.
기드온의 이야기에서도 납달리 지파는 군사적인 측면이 강조된다. 미디안 사람과 전투를 치를 때 기드온이 이스라엘 백성들에게 사자를 보냈는데, 아셀 지파, 즈불룬 지파와 더불어 납달리 지파도 올라와 힘을 보탰다.